# Butapichón
Butapichón (o Butapichún o Putapichon) fue un toqui mapuche que perteneció a la parcialidad de la cordillera, entre 1629 y 1631, como sucesor de Lientur, y entre 1632 y 1634, como sucesor de Quepuantu.

## Biografía
Butapichón tuvo un notable éxito en sus campañas de malones y guerrillas contra las fuerzas españolas, emboscando al maestre de campo Alonso de Córdoba y Figueroa en la batalla de Pilcuhue el 24 de enero de 1630, a quién sin embargo, no logró vencer. Sus éxitos acabaron al tomar el mando el gobernador Francisco Laso de la Vega, quien lo derrotó en la batalla de La Albarrada, cuando Butapichón y Quepuantu buscaron una victoria decisiva contra los españoles a campo abierto, volviendo a las estrategias de negar batallas campales y limitarse a emboscadas contra las fuerzas españolas dispersas, tácticas realizadas antes por Lientur. Le sucedió el toqui Huenucalquin.